# Otehiwi sagittarius
Otehiwi sagittarius är en bäcksländeart som beskrevs av Mclellan 2003. Otehiwi sagittarius ingår i släktet Otehiwi och familjen Notonemouridae. Inga underarter finns listade i Catalogue of Life.